# Český Impuls
Rádio Český Impuls je soukromá rozhlasová stanice působící v České republice. Začala vysílat 28. září 2014. Program je založen na českých písničkách 60. až 80. let. Stanici provozuje společnost LIN, dceřiná společnost firmy LONDA, která stojí za mateřským Rádiem Impuls a pražskou stanicí rockzone.
Rádio Český Impuls pokrývá signálem celou ČR v DVB-T2. Lze ji tak poslouchat v televizoru. Program Českého Impulsu je dostupný i na internetu, tedy na chytrém telefonu, počítači nebo wi-fi rádiu. Stanice dále vysílá na středních vlnách, AM 981 kHz, z vysílače Líbeznice ve středních Čechách. Středovlnný signál pokrývá především střední a severní Čechy. Vysílač Domamil na jižní Moravě byl vypnut 31. prosince 2021. Program Českého Impulsu je také součástí DAB multiplexu ČRa, ve kterém ho lze naladit téměř v celém Česku. 

## Pořady
Smějeme se s Alexanderem Hemalou: pondělí až pátek 16 až 18 hodin
Výběr nejlepších scének a vtipů: sobota a neděle 16 až 17 hodin
Hodina vašich vzkazů: 9 až 10 hodin
Hrajeme vám country, folk a trampské písničky: 19 až 20 hodin
Písničky z Impulsovic krabičky: 7:40, 11:45, 14:45
Máme Česko rádi: 10:30, 14:30
Hudební dvojice: 6:40, 8:40, 10:45, 12:45, 13:45, 14:45, 15:45
Cestujeme s Jirkou Kolbabou: 13:30
Televizní tipy Alexandera Hemaly: 12:30, 17:30
Hudební kalendář: středa 11:30, sobota 07:50 a 15:30